# Гарсија (Гарсија, Нови Леон)
Гарсија (шп. García) насеље је у Мексику у савезној држави Нови Леон у општини Гарсија. Насеље се налази на надморској висини од 716 м.

## Становништво
Према подацима из 2010. године у насељу је живело 93641 становника.

### Хронологија
| Година       | 2000                  | 2005                  | 2010                  |
| ------------ | --------------------- | --------------------- | --------------------- |
| Становништво | 25059 (12638 / 12421) | 36912 (18693 / 18219) | 93641 (47436 / 46205) |

### Попис
| \| \| м \| \| \| ж \| \| 0—2 \| 3.893 \| \| \| 3.800 \| \| 3—5 \| 3.930 \| \| \| 3.815 \| \| 6—11 \| 7.014 \| \| \| 6.755 \| \| 12—14 \| 2.455 \| \| \| 2.392 \| \| 15—17 \| 2.166 \| \| \| 2.172 \| \| 18—24 \| 5.450 \| \| \| 5.818 \| \| 60+ \| 1.258 \| \| \| 1.254 \| \| Просек : \| 25,9 \| \| \| 25,7 \| |       |  |  |       |
| |       |  |  |       |
| | м     |  |  | ж     |
| 0—2 | 3.893 |  |  | 3.800 |
| 3—5 | 3.930 |  |  | 3.815 |
| 6—11 | 7.014 |  |  | 6.755 |
| 12—14 | 2.455 |  |  | 2.392 |
| 15—17 | 2.166 |  |  | 2.172 |
| 18—24 | 5.450 |  |  | 5.818 |
| 60+ | 1.258 |  |  | 1.254 |
| Просек : | 25,9  |  |  | 25,7  |

| #   | Индикатор                                                                                        | Вредност |
| --- | ------------------------------------------------------------------------------------------------ | -------- |
| 1   | Становништво од 0 до 2 године                                                                    | 7693     |
| 2   | Мушко становништво од 0 до 2 године                                                              | 3893     |
| 3   | Женско становништво од 0 до 2 године                                                             | 3800     |
| 4   | Становништво са 3 и више година                                                                  | 85190    |
| 5   | Мушко становништво са 3 и више година                                                            | 43161    |
| 6   | Женско становништво са 3 и више година                                                           | 42029    |
| 7   | Становништво са 5 и више година                                                                  | 79901    |
| 8   | Мушко становништво са 5 и више година                                                            | 40460    |
| 9   | Женско становништво са 5 и више година                                                           | 39441    |
| 10  | Становништво са 12 и више година                                                                 | 63676    |
| 11  | Мушко становништво са 12 и више година                                                           | 32217    |
| 12  | Женско становништво са 12 и више година                                                          | 31459    |
| 13  | Становништво са 15 и више година                                                                 | 58829    |
| 14  | Мушко становништво са 15 и више година                                                           | 29762    |
| 15  | Женско становништво са 15 и више година                                                          | 29067    |
| 16  | Становништво са 18 и више година                                                                 | 54491    |
| 17  | Мушко становништво са 18 и више година                                                           | 27596    |
| 18  | Женско становништво са 18 и више година                                                          | 26895    |
| 19  | Становништво од 3 до 5 година                                                                    | 7745     |
| 20  | Мушко становништво од 3 до 5 година                                                              | 3930     |
| 21  | Женско становништво од 3 до 5 година                                                             | 3815     |
| 22  | Становништво од 6 до 11 година                                                                   | 13769    |
| 23  | Мушко становништво од 6 до 11 година                                                             | 7014     |
| 24  | Женско становништво од 6 до 11 година                                                            | 6755     |
| 25  | Становништво од 8 до 14 година                                                                   | 13785    |
| 26  | Мушко становништво од 8 до 14 година                                                             | 7019     |
| 27  | Женско становништво од 8 до 14 година                                                            | 6766     |
| 28  | Становништво од 12 до 14 година                                                                  | 4847     |
| 29  | Мушко становништво од 12 до 14 година                                                            | 2455     |
| 30  | Женско становништво од 12 до 14 година                                                           | 2392     |
| 31  | Становништво од 15 до 17 година                                                                  | 4338     |
| 32  | Мушко становништво од 15 до 17 година                                                            | 2166     |
| 33  | Женско становништво од 15 до 17 година                                                           | 2172     |
| 34  | Становништво од 18 до 24 године                                                                  | 11268    |
| 35  | Мушко становништво од 18 до 24 године                                                            | 5450     |
| 36  | Женско становништво од 18 до 24 године                                                           | 5818     |
| 37  | Женско становништво од 15 до 49 година                                                           | 26221    |
| 38  | Становништво са 60 и више година                                                                 | 2512     |
| 39  | Мушко становништво са 60 и више година                                                           | 1258     |
| 40  | Женско становништво са 60 и више година                                                          | 1254     |
| 41  | Однос између мушкараца и жена                                                                    | 102.66   |
| 42  | Становништво од нуле до 14 година                                                                | 34054    |
| 43  | Становништво од 15 до 64 године                                                                  | 57220    |
| 44  | Становништво од 65 година и више                                                                 | 1609     |
| 45  | Просечан број деце                                                                               | 2.01     |
| 46  | Становништво рођено у ентитету                                                                   | 67571    |
| 47  | Мушко становништво рођено у ентитету                                                             | 34158    |
| 48  | Женско становништво рођено у ентитету                                                            | 33413    |
| 49  | Становништво рођено у другом ентитету                                                            | 24371    |
| 50  | Мушко становништво рођено у другом ентитету                                                      | 12415    |
| 51  | Женско становништво рођено у другом ентитету                                                     | 11956    |
| 52  | Становништво од 5 година и више резидентно у ентитету у јуну 2005. године                        | 74849    |
| 53  | Мушко становништво старосног доба од 5 година и више, резидентно у ентитету у јуну 2005. године  | 37745    |
| 54  | Женско становништво старосног доба од 5 и више година, резидентно у ентитету у јуну 2005. године | 37104    |
| 55  | Становништво од 5 година и више које је живело у другом ентитету у јуну 2005. године             | 3942     |
| 56  | Мушко становништво старије од 5 година које је живело у другом ентитету у јуну 2005. године      | 2117     |
| 57  | Женско становништво старије од 5 година које је живело у другом ентитету у јуну 2005. године     | 1825     |
| 58  | Становништво од 3 године и више које говори аутохтони језик                                      | 2348     |
| 59  | Мушко становништво старо 3 године и више које говори аутохтони језик                             | 1310     |
| 60  | Женско становништво старо 3 године и више које говори аутохтони језик                            | 1038     |
| 61  | Становништво од 3 године и више које говори аутохтони језик и не говори шпански језик            | 3        |
| 62  | Мушко становништво старо 3 године и више које говори аутохтони језик и не говори шпански         | 0        |
| 63  | Женско становништво старо 3 године и више које говори аутохтони језик и не говори шпански језик  | 3        |
| 64  | Становништво старо 3 године и више које говори аутохтони језик и шпански                         | 2108     |
| 65  | Мушко становништво старо 3 године и више које говори аутохтони језик и шпански                   | 1177     |
| 66  | Женско становништво старо 3 године и више које говори аутохтони језик и шпански                  | 931      |
| 67  | Становништво од 5 година и више које говори аутохтони језик                                      | 2337     |
| 68  | Становништво од 5 година и више које говори аутохтони језик и не говори шпански језик            | 3        |
| 69  | Становништво од 5 година и више које говори аутохтони језик и говори шпански језик               | 2102     |
| 70  | Становништво у домородачким домаћинствима                                                        | 4800     |
| 71  | Становништво са ограничењима у активностима                                                      | 1613     |
| 72  | Становништво са ограниченим ходањем или кретањем, горе или доле                                  | 767      |
| 73  | Становници са ограничењима вида, чак и уз кориштење сочива                                       | 427      |
| 74  | Становништво са ограничењима говора, комуникације или конверзације                               | 270      |
| 75  | Становништво са ограниченим слухом                                                               | 167      |
| 76  | Становништво са ограничењима при одевању, купању или јелу                                        | 137      |
| 77  | Становништво са ограничењима у опажању или учењу једноставних ствари                             | 129      |
| 78  | Становништво са менталним ограничењима                                                           | 214      |
| 79  | Становништво без ограничења активности                                                           | 90333    |
| 80  | Становништво од 3 до 5 година које не похађа школу                                               | 3835     |
| 81  | Мушко становништво од 3 до 5 година које не похађа школу                                         | 1954     |
| 82  | Женско становништво од 3 до 5 година које не похађа школу                                        | 1881     |
| 83  | Становништво од 6 до 11 година које не похађа школу                                              | 263      |
| 84  | Мушко становништво од 6 до 11 година које не похађа школу                                        | 149      |
| 85  | Женско становништво од 6 до 11 година које не похађа школу                                       | 114      |
| 86  | Становништво од 12 до 14 година које не похађа школу                                             | 382      |
| 87  | Мушко становништво од 12 до 14 година које не похађа школу                                       | 205      |
| 88  | Женско становништво од 12 до 14 година које не похађа школу                                      | 177      |
| 89  | Становништво од 15 до 17 година похађа школу                                                     | 2197     |
| 90  | Мушко становништво од 15 до 17 година похађа школу                                               | 1113     |
| 91  | Женско становништво између 15 и 17 година живота у школи                                         | 1084     |
| 92  | Становништво од 18 до 24 године похађа школу                                                     | 952      |
| 93  | Мушко становништво од 18 до 24 године похађа школу                                               | 488      |
| 94  | Женско становништво од 18 до 24 године похађа школу                                              | 464      |
| 95  | Становништво од 8 до 14 година које не може да чита и пише                                       | 313      |
| 96  | Мушко становништво старосног доба од 8 до 14 година које не може да чита и пише                  | 188      |
| 97  | Женско становништво старосног доби од 8 до 14 година које не може да чита и пише                 | 125      |
| 98  | Становништво од 15 година и више које је неписмено                                               | 1358     |
| 99  | Мушко становништво од 15 година и више које је неписмено                                         | 586      |
| 100 | Женско становништво од 15 година и више које је неписмено                                        | 772      |
| 101 | Становништво старо 15 и више година без школовања                                                | 1791     |
| 102 | Мушко становништво старо 15 и више година без школовања                                          | 809      |
| 103 | Женско становништво старо 15 и више година без школовања                                         | 982      |
| 104 | Становништво старосног доба 15 и више година са непотпуним основним образовањем                  | 4543     |
| 105 | Мушко становништво старосног доба од 15 година и више са непотпуном основним образовањем         | 2154     |
| 106 | Женско становништво старосног доба 15 и више година са непотпуном основним образовањем           | 2389     |
| 107 | Становништво старо 15 и више година са комплетним основним образовањем                           | 9847     |
| 108 | Мушко становништво старо 15 година и више са комплетним основним образовањем                     | 4290     |
| 109 | Женско становништво старо 15 и више година са комплетним основним образовањем                    | 5557     |
| 110 | Становништво старосног доба 15 и више година са непотпуним средњим образовањем                   | 3361     |
| 111 | Мушко становништво старосног доба од 15 година и више са непотпуним средњим образовањем          | 1716     |
| 112 | Женско становништво старосног доба од 15 година и више са непотпуним средњим образовањем         | 1645     |
| 113 | Становништво старо 15 и више година са пуним секундарном образовањем                             | 24919    |
| 114 | Мушко становништво старосног доба од 15 година и више са пуним секундарном образовањем           | 13046    |
| 115 | Женско становништво старосног доба од 15 година и више са пуним секундарном образовањем          | 11873    |
| 116 | Становништво старије од 18 година са постосновним образовањем                                    | 12459    |
| 117 | Мушко становништво старије од 18 година са постосновним образовањем                              | 6821     |
| 118 | Женско становништво старије од 18 година са постосновним образовањем                             | 5638     |
| 119 | Просечна оцена школовања                                                                         | 8.43     |
| 120 | Просечан ниво образовања мушке популације                                                        | 8.6      |
| 121 | Просечан ниво образовања женског становништва                                                    | 8.26     |
| 122 | Економски активно становништво                                                                   | 36555    |
| 123 | Економски активна мушка популација                                                               | 26544    |
| 124 | Економски активна женска популација                                                              | 10011    |
| 125 | Становништво које није економски активно                                                         | 26539    |
| 126 | Мушко становништво које није економски активно                                                   | 5353     |
| 127 | Женско становништво које није економски активно                                                  | 21186    |
| 128 | Запослено становништво                                                                           | 35006    |
| 129 | Запослено мушко становништво                                                                     | 25252    |
| 130 | Запослено женско становништво                                                                    | 9754     |
| 131 | Незапослена популација                                                                           | 1549     |
| 132 | Незапослена мушка популација                                                                     | 1292     |
| 133 | Незапослена женска популација                                                                    | 257      |
| 134 | Становништво без права на здравствене услуге                                                     | 16617    |
| 135 | Становништво које има право на здравствене услуге                                                | 75518    |
| 136 | Становништво које има право на ИМСС                                                              | 62164    |
| 137 | Становништво које има право на социјално осигурање                                               | 574      |
| 138 | Становништво које има право на државно социјално осигурање                                       | 187      |
| 139 | Становништво које има право на опште осигурање или здравствено осигурање за нову генерацију      | 10944    |
| 140 | Становништво које је било једном или није било у браку током 12 година и више                    | 16287    |
| 141 | Венчано или уједињено становништво од 12 година и више                                           | 42861    |
| 142 | Становништво које је било у браку или уједињено 12 година и више                                 | 3940     |
| 143 | Становништво са католичком религијом                                                             | 76569    |
| 144 | Протестанти, еванђелисти и библијски следбеници различити од еванђелиста                         | 9441     |
| 145 | Становништво са другим религијама различитим од претходних                                       | 23       |
| 146 | Становништво без религије                                                                        | 5716     |
| 147 | Укупно пописаних домаћинства                                                                     | 24174    |
| 148 | Пописна домаћинства на челу са мушкарцима                                                        | 21009    |
| 149 | Пописна домаћинства на челу са женама                                                            | 3165     |
| 150 | Становништво у пописним домаћинствима                                                            | 92866    |
| 151 | Становништво у пописним домаћинствима на челу са мушкарцима                                      | 82077    |
| 152 | Становништво у пописним домаћинствима на челу са женама                                          | 10789    |
| 153 | Укупно домаћинстава                                                                              | 38541    |
| 154 | Укупно насељених домаћинстава                                                                    | 24397    |
| 155 | Укупно приватних кућа                                                                            | 38318    |
| 156 | Насељени приватни домови                                                                         | 24174    |
| 157 | Укупно насељених приватних кућа                                                                  | 24394    |
| 158 | Ненасељене приватне куће                                                                         | 11123    |
| 159 | Појединачна домаћинства за привремену употребу                                                   | 3021     |
| 160 | Становници у насељеним приватним кућама                                                          | 92866    |
| 161 | Насељеност станара у приватним становима                                                         | 3.84     |
| 162 | Просечно становника по соби у приватним насељеним домаћинствима                                  | 1.21     |
| 163 | Појединачна домаћинства са подовима од различитих материјала од земље                            | 23116    |
| 164 | Појединачна домаћинства у приземљу                                                               | 748      |
| 165 | Појединачна домаћинства са једном спаваћом собом                                                 | 10721    |
| 166 | Појединачна домаћинства са две спаваће собе и више                                               | 13163    |
| 167 | Појединачна домаћинства са једним собом                                                          | 1044     |
| 168 | Појединачна домаћинства са две собе                                                              | 5017     |
| 169 | Појединачна домаћинства са 3 собе и више                                                         | 17782    |
| 170 | Појединачна домаћинства која имају електрично светло                                             | 23837    |
| 171 | Појединачна домаћинства која немају електрично светло                                            | 57       |
| 172 | Појединачна домаћинства која имају водоводну воду у стамбеном простору                           | 23455    |
| 173 | Појединачна домаћинства која немају водоводну воду у стамбеном простору                          | 421      |
| 174 | Појединачна домаћинства која имају тоалет                                                        | 23764    |
| 175 | Појединачна домаћинства која имају канализацију                                                  | 23639    |
| 176 | Појединачна домаћинства која немају канализацију                                                 | 232      |
| 177 | Појединачна домаћинства која имају електрично светло, довод воде из јавне мреже и канализацију   | 23281    |
| 178 | Појединачна домаћинства без икаквих услова                                                       | 90       |
| 179 | Појединачна домаћинства која имају радио                                                         | 18298    |
| 180 | Појединачна домаћинства која имају телевизор                                                     | 23183    |
| 181 | Појединачна домаћинства која имају фрижидер                                                      | 22306    |
| 182 | Појединачна домаћинства која имају машину за веш                                                 | 18120    |
| 183 | Појединачна домаћинства која имају аутомобил или комби                                           | 9288     |
| 184 | Појединачна домаћинства која имају рачунар                                                       | 3207     |
| 185 | Појединачна домаћинства која имају фиксну телефонску линију                                      | 6511     |
| 186 | Појединачна домаћинства која имају мобилни телефон                                               | 18094    |
| 187 | Појединачна домаћинства која имају приступ интернету                                             | 1577     |
| 188 | Величина локације                                                                                | 10       |